# 4245 Nairc
4245 Nairc è un asteroide della fascia principale. Scoperto nel 1981, presenta un'orbita caratterizzata da un semiasse maggiore pari a 2,3746940 UA e da un'eccentricità di 0,1678731, inclinata di 1,94646° rispetto all'eclittica.